# 野人転生
『野人転生』（やじんてんせい）は、野人による日本のライトノベル。小説投稿サイト『小説家になろう』で2017年10月25日に連載開始された。
メディアミックスとして、2019年5月27日から小林嵩人の作画によるコミカライズが『月刊コミック電撃大王』（KADOKAWA）にて、2019年7月号より連載中。
以降、特に断りがない場合は漫画版について記載し、『小説家になろう』版はWeb版と記載する。

## あらすじ

### 第一章
- EPISODE.1 - 30（単行本1巻 - 5巻）

通勤途中に学生を助けて、代わりに車に轢かれた野崎人志（ヤジン）は異世界の森に全裸で転生する。特技の空手とサバイバル知識で生き残り、薬師のベルと知り合うが、村人とのトラブルにより村長とその息子一派を殺害したため、ベルと共に村を出てロッククリフを目指す。旅の道中でベルへの好意を意識するが、同時に身を引く決意もする。ロッククリフでベルと別れたヤジンは、冒険者としてゴンズたちのパーティに加入して徐々に信頼を得ていく。金目当ての犯罪者やヤジンを敵視する冒険者に命を狙われながらも撃退し、レベルの壁を超えるべく準備を進めるヤジン。まとめて手に入ったレア素材で現実味を帯びた、レベルの壁を超えるという目標に向かい真剣さを増して努力する一行は、遂に格4のモンスターを倒すために必要な黒鋼の武器を手に入れる。苦闘の末ロックリザードを倒したヤジン達を祝福する、冒険者ギルドのメンバーや町の人々。その喜びも束の間、貴族に目を付けられ捕縛寸前となるが、ヤジンの身を挺した行動で4人は脱出に成功する。追手から逃れるためロッククリフから出奔し、再び森へと帰るヤジンであった。

### 第二章
- EPISODE.31 - 42（単行本6巻 - 7巻）

とある森の奥深く、狩りに来ていた冒険者の一団が奇妙な野営跡を発見する。火を使った痕跡がないことからロッククリフの騒動の逃亡者と踏んだ一行は報奨金目当てに追跡を開始する。徐々に距離を詰めていく冒険者達だが夜、追跡者と逃亡者の立場は逆転。冒険者は全滅し、逃亡者（ヤジン）は冒険者のアイテム一式と、表立った追跡は終了しているとの情報を手に入れる。数か月後、森を西に抜けたヤジンはアスラート王国に足を踏み入れた。旅の同行者を得て都市バースへと辿り着くが、ヤジンは一人最大都市のグラバースへとさらに足を延ばす。この頃から"帰る場所"を意識し始めるヤジンであった。
グラバースでは冒険者ギルドでのトラブルから地元の冒険者との拳闘試合となるが、一方的に打ちのめしたことから更に遺恨を残すことになった。人手の足りなくなった解体所の臨時職員として馴染みつつある一方で、ヤジン襲撃計画の情報を得て密かにグラバース脱出の準備を始める。襲撃は難なく切り抜けるが、仲間の殺害を咎めた冒険者たちに取り囲まれる。元締めを倒したものの窮地に陥ったヤジンのもとに解体所の職員たちが現れ、脱出の糸口を作りだした。グラバースを出て三たび森へと戻ったヤジンだが、その目は前を見つめている。次は至高の海の幸を求めて新たな冒険に踏み出した。

### 第三章
- EPISODE.43 - 48（単行本8巻）

久々の森での生活はグラバースでのにぎやかな生活に慣れた後では孤独感に苛まれた。そんな中ヤジンは森で瀕死の子竜に遭遇する。そのような状況にあっても必死に生きようとする姿勢に過去の自分と重ね合わせたヤジンは、子竜を助けるために不眠不休で治療を行う。その甲斐あって回復した子竜はパピーと名付けられヤジンと共に旅をすることになった。
竜魚料理を求めてカトーリ村に辿り着いたヤジン達だが、子供達のいたずらをきっかけにパピーの存在が発覚すると、隙をつかれてパピーが攫われてしまう。パピー奪還の準備を始める中、カトーリ村での過去の出来事が明らかになっていく。網元の座を簒奪して漁師達を圧倒的な暴力で支配するメルゴに、前網元の息子のアルゴはヤジンの説得もあり共闘に立ち上がる。
作戦決行の前夜にメルゴの寝所の水差しに薬を仕込むと、ヤジンは漁師達の共同住宅に乗り込みメルゴとの決闘に持ち込む。気配察知を駆使しながら格上の相手との戦いを繰り広げるヤジンは、その戦いの中での高揚感を楽しんでいた。時間が経ち水差しに仕込んだ下剤の効果が表れだすと、動きの鈍いメルゴに対し一気呵成に攻め込み腹に強打を叩き込む。公衆の面前での脱糞で呆然と立ち尽くすメルゴの顎に一撃を入れ勝負は決した。その勝負の幕引き、狂言劇ではあるがアルゴとの対決に敗れ、網元を倒した冒険者を更に倒した新しい網元の誕生、というシナリオを成立させた。だが歓喜に沸く漁師達の後ろで正気を失ったメルゴが立ち上がりつつあった。

## 主な登場人物
声の項はプロモーションビデオでの担当声優。

### 主要人物
野崎人志（のざき ひとし）
声 - 小林親弘
本作の主人公。34歳。通称「ヤジン」。転生前でも名前と外見から野人と呼ばれていた。
交通事故で死亡して今の姿のまま異世界へ転生したが、森の中へ全裸で放り出される。森では空手とサバイバルの知識で生き延び、ホブゴブリンと遭遇するまではゴブリンを狩り続け、密林の王と思い込めるほどに成長する。異世界の生活が森で始まった事もあり、どこの土地に行っても森をホームと思えるようになっている。
空手・投擲・気配察知・気配隠蔽・五感強化・毒耐性・麻痺耐性・裁縫・解体のスキル持ち。
ロッククリフでの経験でアルからは情報の重要さ、キモンからはモンスターの解体など猟の知識、ゴンズからは斧での人の割り方を学び取った。
ベルには好意を持っていて、生死の境を彷徨った時は立ち直るきっかけとなるほどの存在だが、自身が命を狙われるような立場でもあり表に出さず距離を置くようにしている。
マリアベル
ヤジンが異世界で初めて出会った人間で、村の薬師。通称「ベル」。ヤジンから見て"あの人"に似ているらしい。
ヤジンの治療をめぐって村長の息子一派と対立。そのトラブルから村を出てロッククリフの姉弟子のもとに身を寄せる。
ヤジンに対して特定の感情を抱いている様子はあるが、ヤジンの置かれた立場もあり距離を置くことを理解している。
ゴンズ
スキンヘッドの巨漢。パーティの主戦力で、戦闘で使う武器は両手斧。街中でも片手斧を手放さない。
とある村の村長の次男だったが村を飛び出し冒険者となる。
本能のまま行動し口より先に手が出るタイプで、頭を使うことはアルに任せている。金が欲しいときはカツアゲすることもあるが、カツアゲされると戦神の加護が付くとの噂もあり相手は喜んでいることも多い。
主な報酬の使い道は酒と娼婦。
格4モンスターを倒すと決めてからの、不器用ながらも真面目に取り組むようになった姿は、ヤジン曰く「劇場版ゴンズ」。
アルブレヒト・カウフマン
通称「アル」。メガド帝国の男爵家の三男だがトラブルにより小国家群へ来た。容姿端麗で情報取集や交渉事を担当。ナイトソードとカイトシールドを装備し、ゴンズの戦闘を補助する役目を担っている。
街では独自の情報網を持ち町中の情報が集まるようにしていて、自身やパーティに有利になるよう情報操作なども行っている。
キモン
狩人で弓の名手。ロングボウで先制や遠隔の攻撃を行い相手の戦力を削ぐ役目。技術は低めだがヤジンが加わるまではパーティの斥候役を担っていた。
弓の腕前は確かで、窓の隙間から眉間を狙ったり森の中の動く獲物を正確に射抜くこともできる。
過去にあった経験から非常に無口。馴染みの娼婦がいるが奴隷として売られた妹によく似ているからであり、手を付けているわけではない。
パピー
双角竜の子供。大蛇に襲われて大怪我を負っていたところをヤジンに助けられる。

### その他
あの人
ヤジンが転生前に面識のあった、帽子をかぶった髪の長い女性。河原でのモノローグで1コマのみ登場。
クレイアーヌ
薬師でベルの姉弟子。ロッククリフ領主の養女で街で診療所を開いている。ベルからは「クレア姉さん」と呼ばれている。
ベルにとってトラブルを引き寄せるヤジンの事を快く思っていないが、突き放すこともない。
神
ヤジンを転生させた張本人。面倒くさがりで、大雑把な説明のみでヤジンを異世界に送り出す。
ヤジンの称号「新種のゴブリン・怪物・M字ハゲ進行中」は神がつけている模様。
ルイス
バースに向かう途中で出会った旅人。短髪で男を装っているが実は女性。バース出身で旅の道連れを求めてヤジンと同行する。
過去に奴隷として娼館で働かされていたことがあり、逃げるために自分の顔に自らナイフで傷を付け男装で旅をしていた。
辿り着いたバースで母親と再会、過去のしがらみを乗り越え和解する。その後、女性の装いでの一幕が後日譚で描かれている。
ダニエル
グラバースの解体所の所長。人手不足から解体スキルを持つヤジンを解体所にスカウトする。丁寧な仕事ぶりを見てヤジンを正規の職員に勧誘し、安定した暮らしへの転換を持ちかける。しかし剣鹿を倒すほどの実力を持つヤジンをみて解体職人に向いているのではなく、その本質は冒険者なのだと認めた。
ヤジンが冒険者に囲まれ襲われそうになったときは解体所職員全員で駆け付け、脱出の手助けをして静かに旅立ちを見送った。
ポール
グラバースの冒険者。見せしめであるはずのヤジンとの拳闘試合で一方的に敗れ、メンツと右目を失うことになる。怒りに駆られてヤジンを襲撃するが、返り討ちにあい命を落とす。
ゲイリー
グラバースでの冒険者のまとめ役。依頼のあっせんや冒険者同士のトラブルなどの仲介も行っている。少しの瑕疵も許さない性格とそれを行う実力でグラバース冒険者の頂点に居る。また衛兵とも裏で繋がっていて互いに便宜や融通を利かせている。
ポール殺害に対しては衛兵を仕向けるが、難なく逃れたヤジンの討伐に自ら向かう。力技に小技とヤジンを責め立てるが毒には勝てず、油断したところで組み付かれる。最後は首を折られて死亡。
メルゴ
カトーリ村の漁師の現・網元。過去に網元であった兄ウルゴを漁の際に殺してその座を奪ったといわれている。
レベル25という圧倒的な実力（暴力）で漁師達はおろか村長ですら逆らえない。
レベルでは格下のヤジンにスピード・腕力では上回っていたが冒険者のスキルを駆使した立ち回りには勝てず、人としての尊厳を公衆の面前で失うこととなる。
アルゴ
カトーリ村の漁師。前・網元ウルゴの息子だが、叔父メルゴに網元後継者の座を奪われた上に行方不明となった父・病死した母への想い、そして今なお父ウルゴを慕う漁師達からの受けきれない願いと思い悩む日々を送っていた。
ヤジンの仕込みではあるがメルゴに勝ったヤジンを倒し、自らが新しい網元として正当な後継者だと宣言した。

## 用語・世界観
ロッククリフ
小国家群の北部に存在するフォーレスト聖森国の中の都市。かつての城塞都市でいまは交易都市として栄えているが、スラム街もあり治安が良いわけではない。
小国家群
北部を聖域の森に閉ざされた半島に存在する小国家の集まり。聖域の森に接したフォーレスト聖森国を中心にして、西にアスラート王国、東にクレイザー王国、南にマリアーノ王国がある。
陸の孤島でもあり西からメガド帝国、東のリーガム王国から処刑できない貴族や政治犯、罪人の流刑地として成り立ちを持つ地域。現在も犯罪者が多く流れ込んできている。
グラバース
アスラート王国北部の最大都市。都市バースからあふれた人達で作られた、第二のバースで「第二バース」。ロッククリフよりも人が多く活気もある。
冒険者ギルドも依頼と解体が分業化されているなど、かなり組織立っている。
カトーリ村
アスラート王国に所属の漁村。竜魚の採れる村として有名。
網元が変わってから治安が悪くなったと言われている。
経験値とレベル
標的を倒すことで経験値を得ることができる。だたし同種族間の殺し合いでは経験値がほとんど入らないようになっているが、ヤジンはそうではなく同種族であるはずの人を殺しても経験値が入っている。
危険なモンスターを倒すより他種族を殺すほうが安全に経験値が稼げるため、人族・エルフ・獣人は争いを繰り返している。
レベルの壁
レベルは5レベルごとに壁のようなものが存在している。壁を超えるにはより格の高いモンスターを倒す必要がある。
レベル5ならゴブリンなど格2のモンスター、レベル10ならホブゴブリンなど格3のモンスター、レベル15ならロックリザードなど格4のモンスターを倒す必要がある。ただし格4のモンスターは別格で黒鋼という鉱石でできた武器でなければ歯が立たない。

## 書籍情報

### 単行本
- 小林嵩人（作画）・野人（原作）『野人転生』 KADOKAWA〈電撃コミックスNEXT〉、既刊10巻（2025年7月26日現在）
  1. 2020年1月27日発行（同日発売[5]）、ISBN 978-4-04-912967-0
  2. 2020年7月22日発行（同日発売[6]）、ISBN 978-4-04-913282-3
  3. 2021年2月27日発行（同日発売[7]）、ISBN 978-4-04-913669-2
  4. 2021年9月27日発行（同日発売[8]）、ISBN 978-4-04-913986-0
  5. 2022年7月27日発行（同日発売[9]）、ISBN 978-4-04-914515-1
  6. 2023年2月25日発行（同日発売[10]）、ISBN 978-4-04-914918-0
  7. 2023年8月24日発行（同日発売[11]）、ISBN 978-4-04-915194-7
  8. 2024年3月27日発行（同日発売[12]）、ISBN 978-4-04-915669-0
  9. 2024年11月27日発行（同日発売[13]）、ISBN 978-4-04-916068-0
  10. 2025年7月26日発行（同日発売[14]）、ISBN 978-4-04-916484-8

### 関連書籍
- 『寸勁ってホントにあるの！？ マンガで描かれる武術＆体術の元ネタを『野人転生』作者が徹底解説』KADOKAWA、2022年2月26日。ISBN 978-4-04-914196-2。同日発売。